# Hernandria spinosa
Hernandria spinosa is een hooiwagen uit de familie Gonyleptidae.